# Carmen Consoli
Carla Carmen Consoli (Catania, 4 settembre 1974) è una cantautrice e polistrumentista italiana.
Soprannominata "la cantantessa", nella sua carriera ha pubblicato 9 album in studio (più alcune versioni per il mercato estero), 4 album dal vivo, 1 compilation, 1 album di colonne sonore, 3 video album (di cui tre come artista principale), 34 singoli e numerose collaborazioni, vendendo complessivamente circa 2 milioni di dischi in Italia, con un disco multiplatino come membro del gruppo Artisti Uniti per l'Abruzzo, 13 dischi di platino e tre dischi d'oro. Dal 1997 al 2021, ha avuto 9 album in studio consecutivi in top 10.
Ha ricevuto due premi dal Club Tenco di cui uno alla carriera, sette Italian Wind & Music Awards, un Telegatto, un Nastro d'argento (nel 2001, per il brano L'ultimo bacio, presente nel film omonimo di Gabriele Muccino) e un'ulteriore candidatura allo stesso premio nel 2009, due candidature al David di Donatello, due candidature agli MTV Europe Music Awards, il premio Amnesty Italia per il brano Mio Zio ed è stata insignita nel 2012 con l'onorificenza di Cavaliere dell'Ordine al merito della Repubblica italiana. È stata la prima artista femminile italiana a calcare il palco dello Stadio Olimpico di Roma e la prima donna a vincere la Targa Tenco come miglior album. L'album Confusa e felice è stato inserito nella lista dei 100 migliori album italiani secondo Rolling Stone, alla posizione 32 (seconda donna presente in classifica). L'album Stato di Necessità è stato inserito tra i 10 migliori album italiani del decennio 2000-2009 (unica donna solista) dal Corriere della Sera. Nel 2023 ha ricevuto il Premio Tenco alla carriera.
Riscuote un discreto apprezzamento anche all'estero con tre concerti tutti esauriti nella città di New York, un'esibizione a Central Park, diverse tournée nelle maggiori capitali d'Europa e del Nord America. Nel 2004 è stata la prima artista italiana a partecipare al South By Southwest Festival ad Austin (Texas) e nel 2005, l'unica italiana a partecipare alle celebrazioni dell'anniversario della scomparsa di Bob Marley, in Etiopia. État de necessité, Carmen Consoli ed Eva contro Eva sono gli album pubblicati all'estero. Nel 2015 è stata scelta da David Byrne come rappresentante per l'Italia al Meltdown Festival a Londra. L'icona del rock Elvis Costello, con il quale ha eseguito una serie di concerti nel 2023, ha detto di lei: «Ha più idee originali lei in una manciata di pezzi piuttosto che alcune famose band inglesi o americane in un intero concerto».
Nel quarto trimestre del 2015 è l'artista italiana con il maggior numero di ingressi registrati in un concerto in Italia (a Cupramontana, 12449 persone), battendo anche Madonna. Nel 2016 diviene la prima donna a essere scelta come maestra concertatrice della Notte della Taranta.
Ha partecipato al Festival di Sanremo nel 1996 con Amore di plastica, nel 1997 con Confusa e felice e nel 2000 con In bianco e nero.

## Biografia
Nata a Catania il 4 settembre 1974 da Giuseppe, siciliano, e Rosa, veneta, Carmen Consoli cresce nel vicino paese di San Giovanni La Punta. Grazie al padre Giuseppe, appassionato sia di artisti della tradizione italiana come Domenico Modugno, sia della black music e del blues, si avvicina sin da bambina alla musica. È proprio il padre a motivarla nella composizione e nell'interpretazione di canzoni durante gli anni della scuola. All'età di nove anni, Consoli inizia inoltre a studiare la chitarra.
Dai tredici anni si esibisce nei club di Catania, suonando con gruppi come gli Iris Monday, con i quali esegue un repertorio di brani rock ispirati agli statunitensi R.E.M., e i Moon Dog's Party, un gruppo di rock blues con il quale esegue principalmente versioni di artisti come Tina Turner, Janis Joplin, Jimi Hendrix e B.B. King. Nel frattempo, frequenta l'istituto scolastico I.I.S De Nicola di San Giovanni La Punta, dove consegue il diploma come perito commerciale nell'indirizzo per programmatori informatici.

### Gli esordi, il primo Sanremo eDue parole(1993-1996)
Abbandonata l'esperienza con i Moon Dog's party, Carmen si muove verso Roma per cercare di elaborare i suoi pezzi e presentarli alle case discografiche. È così che Carmen arriva anche alle orecchie di Michele Santoro, che la invita a un tributo a Mia Martini nella trasmissione Tempo Reale su Rai Tre. In quell'occasione suona L'isola del tesoro (diventata poi Novembre '99). Carmen inizia a pensare al suo primo disco e intanto partecipa a Battiato non Battiato, progetto tributo a Franco Battiato, con una versione del brano L'animale.
Nel 1995, decide, con il suo produttore Francesco Virlinzi, di presentare a Sanremo Giovani il brano Quello che sento. Introdotta da Pippo Baudo, Carmen si esibisce a Sanremo Giovani 1995 per ottenere l'accesso al Festival vero e proprio. Supera la selezione e comincia il lavoro sul primo album, Due parole, che risulterà costituito da 12 canzoni dalle sonorità rock. Lo stesso anno viene lanciato il singolo Questa notte una lucciola illumina la mia finestra, ma non ottiene alcun successo. Nel 1996, presenta a Sanremo la canzone apripista dell'album: Amore di plastica, scritta insieme a Mario Venuti. Il brano ottiene l'ottavo posto e un buon successo radiofonico. Le vendite dell'album però non sono particolarmente elevate: 15000 copie. Anche il seguente singolo (il quarto), Lingua a sonagli, non risolleva le sorti del disco.

### Confusa e felicee il successo (1997)

Consoli presenta Confusa e felice al Festival di Sanremo 1997

Carmen inizia a lavorare a un nuovo album, mentre dal punto di vista live, apre nel 1997 i concerti di Raf. Partecipa al Festival di Sanremo 1997, nella categoria "Campioni", cantando Confusa e felice, canzone scritta l'anno prima dopo essersi esibita su quel palco con Amore di plastica. Apparentemente la partecipazione a Sanremo è un fiasco, il pezzo non viene apprezzato e viene eliminato. Nonostante ciò riscuote un grande successo di pubblico, velocizzando l'ultimazione dell'omonimo album. Nonostante il successo del singolo, nessun video musicale ufficiale è mai stato girato, né per lo stesso né per gli altri brani presenti nell'album.
Le rimanenti tracce che compongono l'album sono registrate in presa diretta. Anche questo album viene prodotto da Francesco Virlinzi. Il disco, con all'interno Venere, Blunotte, Per niente stanca, debutta alla posizione numero 6 nella classifica degli album più venduti in Italia e raggiunge oltre 130000 copie vendute dopo ventuno settimane in classifica, aggiudicandosi così il disco di platino. Consoli riceve anche il Premio italiano della musica come rivelazione dell'anno. Nel 2012 è stato inserito nella lista dei 100 migliori album italiani secondo Rolling Stone e posizionato alla posizione numero 32 (il secondo album di un'artista femminile presente in classifica, dopo Traslocando di Loredana Bertè). Dopo il successo dell'album, Carmen va in giro per l'Italia con il suo Confusa e felice tour, suo secondo giro di concerti in assoluto.

### Mediamente isterica(1998-1999)
Nel 1998 canta in duetto con Mario Venuti nel brano Mai come ieri, che raggiunge la posizione numero 3 nella classifica dei singoli più venduti in Italia. Partecipa al brano Ophelia dell'omonimo album dell'amica e cantautrice statunitense di origini siciliane Natalie Merchant, nel cui brano pronuncia una frase in italiano. Consoli intanto si mette al lavoro per il terzo album, Mediamente isterica. Altri dodici pezzi, in stile più rock, i cui singoli saranno Bésame Giuda, Eco di sirene, Puramente casuale, Autunno dolciastro. Ma sono presenti anche pezzi come Geisha, Sentivo l'odore, Quattordici luglio. L'album debutta alla posizione numero 4 della classifica degli album più venduti in Italia, ma pur con ottime recensioni non ottiene le vendite del precedente lavoro. Alla fine il disco, si aggiudica il disco d'oro per aver oltrepassato le 50000 copie vendute, vendendo in totale 80000 copie. Mediamente Isterica rimane comunque un moderato successo che le permette un'intensa attività live e di promozione in TV tra cui la partecipazione al concerto del Primo Maggio (questa sarà la sua terza presenza). Nel 1999 va in concerto in varie città italiane con il Mediamente Isterica Tour; partecipa anche alla prima giornata dell'Heineken Jammin' Festival e alla seconda edizione dell'MTV Day.

### Stato di necessità,L'anfiteatro e la bambina impertinente(2000-2001)

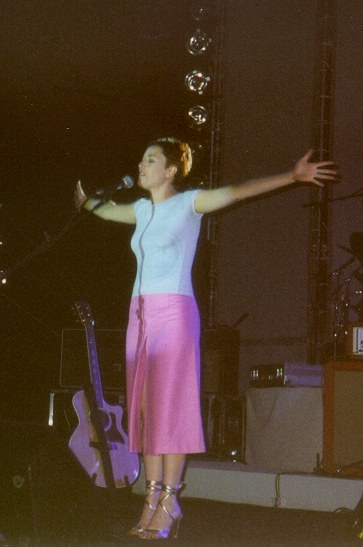
Consoli nel 2000 a Cuneo

Si affaccia nel 2000 una nuova partecipazione al Festival di Sanremo con In bianco e nero (preferita all'ultimo momento a Parole di burro) e nasce così Stato di necessità, quarto album in studio. Il brano presentato si classifica al settimo posto tra i campioni, mentre il singolo della canzone raggiunge la posizione numero 10 nella classifica dei singoli. Stato di necessità debutta così alla posizione numero 9 nella classifica degli album e rimane per 36 settimane tra le prime 50 posizioni, ricevendo il primo disco di platino, grazie anche al sostegno del secondo singolo, Parole di burro, che ottiene successo e arriva alla posizione numero 4 nella classifica generale dei singoli.
Il disco avrà l'anno seguente una ritrovata fortuna grazie a L'ultimo bacio, film di Gabriele Muccino che volle come colonna sonora del suo lavoro l'omonima canzone di Consoli, dopo averla ascoltata da Paolo Buonvino. Il video musicale del singolo verrà girato nel set del film, in una scena dove appaiono i personaggi interpretati da Stefano Accorsi, Martina Stella e Giovanna Mezzogiorno. Carmen appare in una scena del lungometraggio con un breve cameo. Il brano L'ultimo bacio ha un buon successo. Carmen riceve due Italian Music Awards, come miglior artista donna e miglior video per Parole di burro e anche due P.I.M. nelle stesse categorie. A questo si aggiunge il Nastro d'argento come miglior canzone originale per L'ultimo bacio e una candidatura agli MTV Europe Music Awards come artista italiana dell'anno. L'album vende 300000 copie, ricevendo 3 dischi di platino e diventando così il maggior successo discografico della cantautrice catanese. Nel 2009 il Corriere della sera lo indica tra i migliori 10 dischi italiani del decennio, ed è l'unico album di una donna solista presente nella top 10.
Carmen decide di approdare all'estero, arriva così anche l'edizione francese del disco État de necessité, che include due brani in francese e una versione di Serge Gainsbourg realizzata con la produzione artistica di Henri Salvador. Il singolo pubblicato per il mercato francese è Gamine impertinente. In seguito all'esperienza francese, Carmen si esibisce nei teatri presentando i suoi brani in versioni più classiche, con archi e fiati e un minor impatto degli strumenti elettrici. Scrive anche per Paola Turci il testo di Saluto l'inverno, presentato al Festival di Sanremo del 2001, che si classifica quinto tra i 16 campioni. Fa seguito un giro di concerti con Max Gazzè e con la stessa Turci.
In estate si esibisce in concerto al Teatro Greco di Taormina, con la partecipazione dell'Orchestra del Teatro Vittorio Emanuele di Messina diretta da Paolo Buonvino; dall'evento vengono tratti il CD e il DVD e VHS L'anfiteatro e la bambina impertinente, e seguono due repliche, al centro sociale Leoncavallo di Milano e all'Accademia di Santa Cecilia di Roma. Il CD live, tratto dal concerto di Taormina e contenente 15 dei brani presenti nella scaletta originale vende oltre 200000 copie. Una biografia ufficiale dell'artista, Quello che sento –Il mondo, i pensieri, la musica di Carmen Consoli, viene pubblicata dalla Giunti.

### L'eccezioneeUn sorso in più(2002-2003)

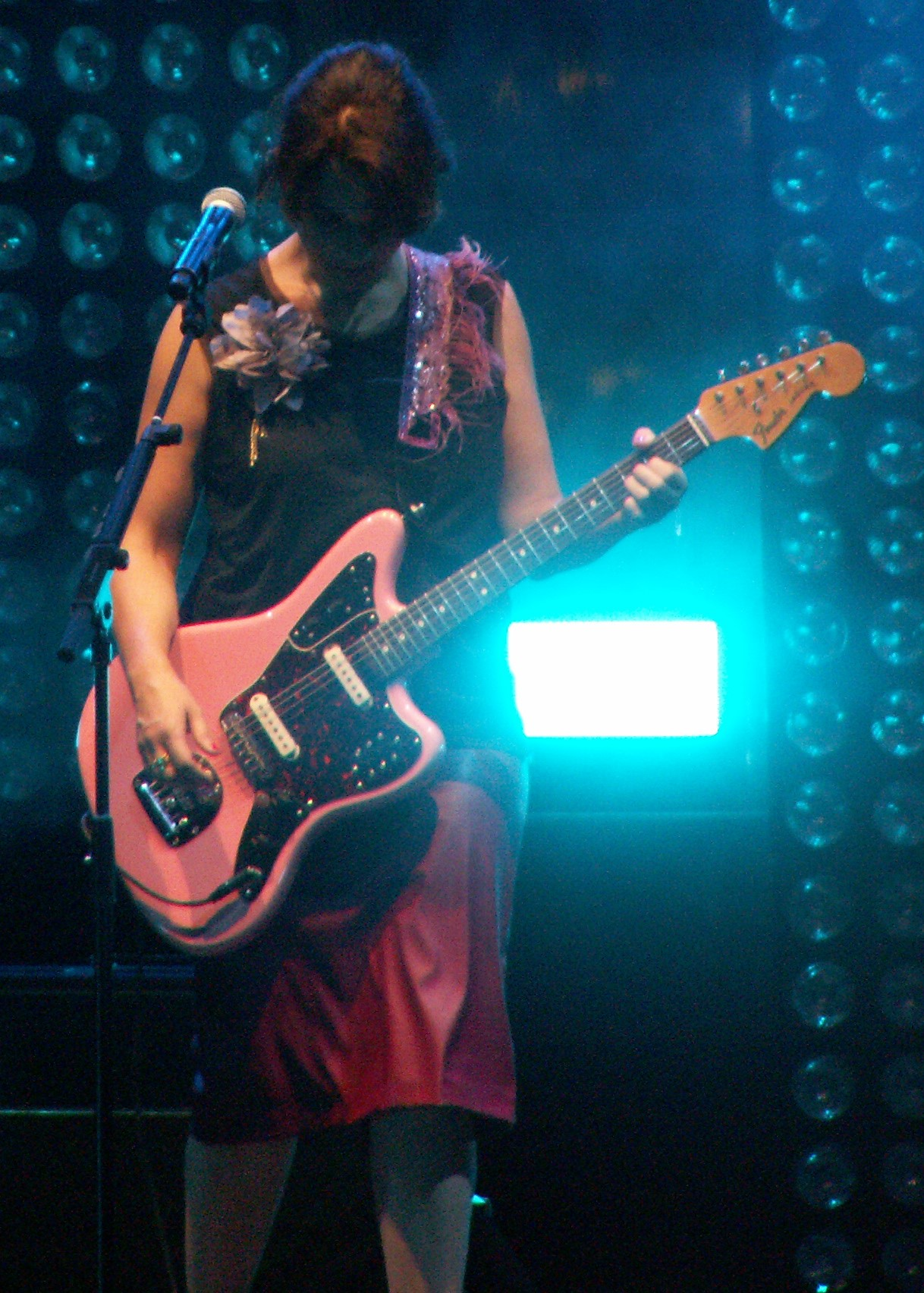
Consoli suona la sua Fender Jaguar rosa nel 2015

Nell'ottobre 2002 esce L'eccezione, che esordisce alla posizione numero 1 nella classifica delle vendite e guadagna due dischi di platino per le oltre 200000 copie vendute, mentre l'attività concertistica viene estesa in Europa. Per eseguire i live del nuovo progetto musicale, Carmen fa realizzare una Fender Jaguar rosa confetto, che la accompagnerà da li in poi sui pezzi più rock. Il nuovo disco si allontana ancora di più dalle atmosfere rock, che vengono mantenute in alcuni episodi come in Matilde odiava i gatti, ed è influenzato sia dalla musica brasiliana che dalla musica elettronica. I singoli estratti dall'album sono, in ordine: L'eccezione, Pioggia d'aprile e Fiori d'arancio. L'eccezione raggiunge la posizione numero 5 della classifica dei singoli ed è tra i più venduti del 2002, Pioggia d'aprile viene certificato disco d'oro e Fiori d'arancio raggiunge la posizione numero 1 della classifica radiofonica italiana.
Il successo dell'album e dei singoli, consente a Carmen di vincere un premio Lunezia e un altro Premio italiano della musica come artista dell'anno e le vengono conferiti i premi "Civitanova Poesia" e "Grinzane Cavour". Una versione internazionale dell'album viene pubblicata con il nome Carmen Consoli, che include una versione rock del brano Can't Get You Out of My Head di Kylie Minogue e in più due canzoni in inglese, Ain't that romantic e Lord of the oceans, oltre alle traduzioni in inglese di Matilde odiava i gatti, Pioggia d'aprile e Fiori d'arancio. Nel 2003 riceve la sua seconda nomination agli MTV Europe Music Awards come "miglior artista italiano". Non molto dopo, diviene la prima artista femminile italiana ad esibirsi sul palco dello stadio Olimpico di Roma. A novembre dello stesso anno esce Un sorso in più, registrato negli studi di MTV il 22 e 23 ottobre 2003 in occasione dell'anteprima di L'eccezione. Nel 2003 apre l'etichetta discografica Due Parole (in seguito divenuta Narciso Records), per meglio gestire la propria produzione.

### Le prime avventure statunitensi e i Giorni dell'abbandono (2004-2005)
Nel marzo 2004 partecipa al South By South West Festival ad Austin, nel Texas, e in maggio partecipa a We Are The Future, evento umanitario prodotto da Quincy Jones tenutosi a Roma e trasmesso da MTV. Il 19 aprile 2004 va in onda su MTV Italia uno speciale dedicato all'esperienza statunitense di Consoli, intitolato MTV special: Carmen Consoli in America. Alla fine dello stesso anno tiene un breve giro di concerti in piccoli club su un repertorio soul e blues siglato Moon Dog's Party. Nel febbraio 2005 partecipa come unica artista italiana alle celebrazioni dell'anniversario della scomparsa di Bob Marley organizzate dalla moglie Rita Marley in Etiopia, duettando con Angélique Kidjo, con la quale, in seguito, collabora alla scrittura di un brano. In aprile si esibisce a Miami, Chicago e New York in diverse date. Nel corso dell'anno, scrive assieme a Goran Bregović la canzone principale della colonna sonora del film I giorni dell'abbandono di Roberto Faenza. Otterrà grazie a questa canzone la candidatura al David di Donatello nella categoria miglior canzone.

### Eva contro Evae il tour oltreoceano (2006-2007)

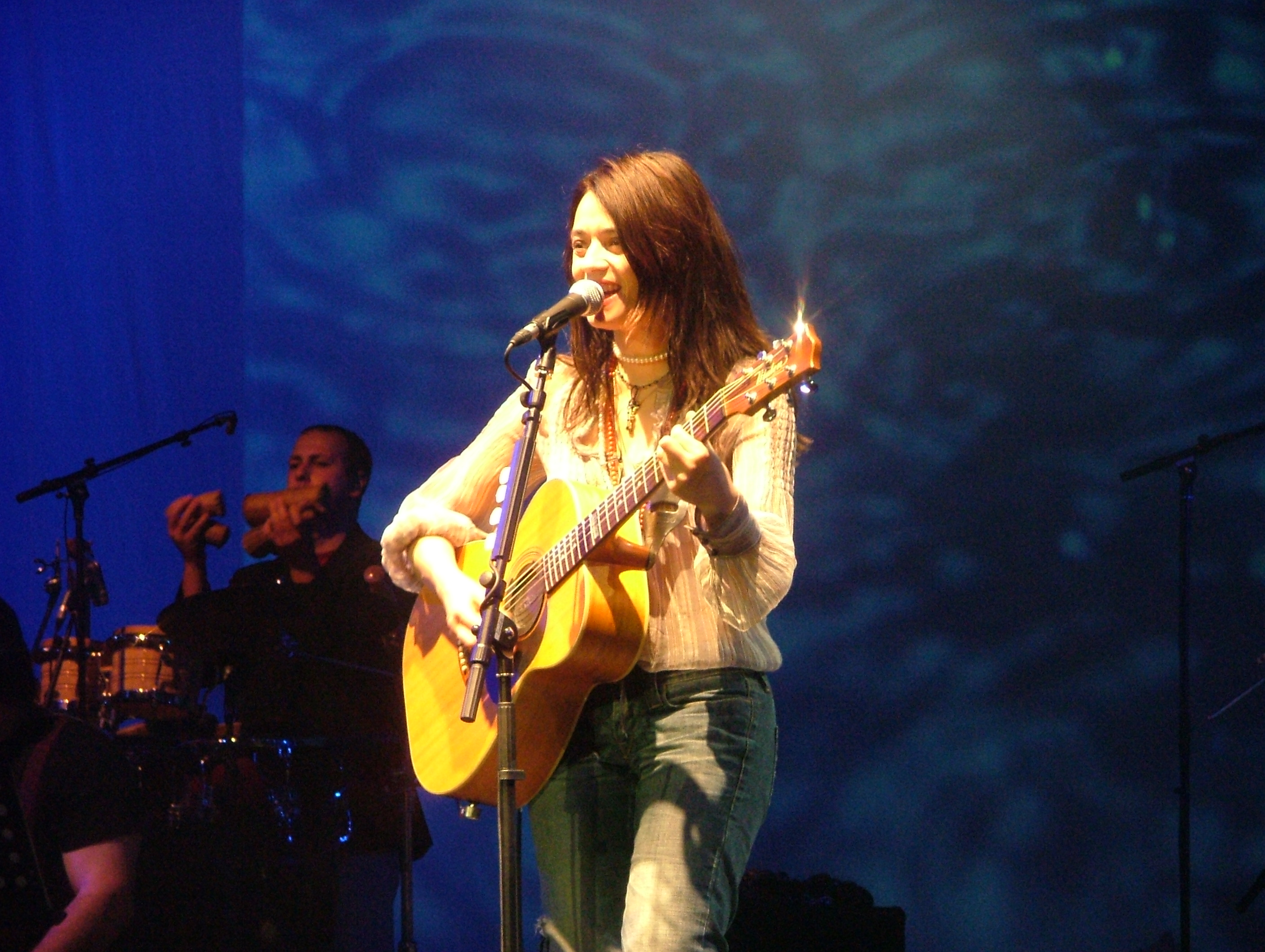
Consoli nel 2006 a Firenze

A distanza di quattro anni dal precedente lavoro, nel maggio 2006 pubblica Eva contro Eva che esordisce alla posizione numero 1 nella classifica degli album più venduti, a cui segue il giro di concerti europeo Dal Simeto al Tamigi. Le date sono aperte dal gruppo folk siciliano, prodotto dalla stessa Consoli, i Lautari, che intervengono anche nel brano Ciuri di campo, da loro composto su una poesia di Peppino Impastato.
Abbandonati momentaneamente i suoni rock, il disco abbraccia suoni acustici e popolari, grazie all'utilizzo di strumenti propri della musica etnica, folk e world. Singolo di apertura è la canzone Signor Tentenna col quale partecipa al Festivalbar. Seguirà Tutto su Eva che però ottiene poco successo. Eva Contro Eva vende oltre 80000 copie, ottenendo così il disco di platino. L'album vede anche la partecipazione di Angélique Kidjo, nel brano Madre Terra. Duetta con Angelique Kidjo anche in una versione in lingua italiana del brano Emma, contenuto nell'edizione europea e australiana dell'album Djin Djin. Nell'estate del 2006, è tra gli artisti che si esibiscono all'evento benefico internazionale MTV Exit tour, a Valona in Albania, contro il traffico di esseri umani.
In agosto partecipa al Festival Notte della Taranta con canzoni popolari salentine in grico, ma il giro di concerti è interrotto dalla scomparsa del bassista del gruppo Leandro Misuriello, a cui in seguito verrà dedicato il DVD Eva contro Eva, che ripercorre momenti del giro di concerti e della produzione dell'album. In settembre le viene assegnato il "Premio Carosone alla carriera" per la sua svolta mediterranea: le motivazioni del premio indicano che nell'album Eva contro Eva « [...] Ha realizzato con grazia, ironia e passione un percorso in equilibrio perfetto tra tradizione e modernità, evitando accuratamente qualsiasi ingerenza, d'oltralpe e d'oltreoceano, per proseguire un'originale ricerca musicale e poetica che la conferma quale artista di riferimento del pop d'autore italiano». In settembre si esibisce in otto date negli Stati Uniti e in Canada.
Nel gennaio 2007 dà inizio a un giro di concerti nazionale con la partecipazione della regista siciliana Emma Dante, che scrive alcuni testi su alcuni personaggi delle canzoni di Carmen, interpretati sul palco dall'attrice Simona Malato. L'esibizione è giudicata Miglior Concerto Teatrale dell'anno dalla giuria di "Fatti di Musica 2007", che gli conferirà il "Riccio d'Argento" di Gerardo Sacco. In febbraio esce il film Saturno contro di Ferzan Özpetek, la cui colonna sonora include la versione di Je suis venue te dire que je m'en vais di Serge Gainsbourg già inserita nell'album État de necessité. Al concerto del 1º maggio, interpreta a cappella l'introduzione di Ball and chain, del repertorio di Big Mama Thornton e Janis Joplin. Dopo il giro di concerti teatrale estivo, si esibisce nuovamente a New York, Montréal e Toronto.

### L'anello mancanteeMediamente isterica Deluxe - Anniversary Edition(2008)
Nel 2008 conduce il tour L'anello mancante con un repertorio solistico; si presenta davanti al pubblico solo con la chitarra, l'anello mancante è il suo gruppo. Nello stesso periodo, cura le musiche del nuovo film di Maria Sole Tognazzi L'uomo che ama. Canzone tema del film è Senza farsi male scritta da Fabio Abate, per il quale Carmen diventa per la prima volta interprete. La canzone ottiene la candidatura ai David di Donatello come miglior canzone originale.
Nel 2008 duetta con Ornella Vanoni in una nuova versione del brano L'appuntamento, nella raccolta Più di me per celebrare 50 anni di carriera della cantante. Il 29 ottobre 2008 Mediamente isterica, l'album più rock di Carmen Consoli, compie dieci anni. Per festeggiare la ricorrenza l'album è stato ripubblicato in edizione lusso, inserendo nel disco rarità dell'epoca sia della lavorazione in studio che delle esibizioni dal vivo. Il disco contiene anche un inedito, L'uomo meschino, escluso nel 1998 e inserito nella riedizione del CD. Nella stessa data è partito anche un giro di concerti, nel quale la cantautrice ha interpretato l'intera track list del disco e i brani in scaletta nei concerti di dieci anni prima.
Duetta con Franco Battiato nel brano Tutto l'universo obbedisce all'amore, inedito dall'album Fleurs 2, uscito il 14 novembre 2008, arrivato in classifica alla posizione numero 5. In passato, Carmen Consoli aveva già riproposto canzoni di Battiato, fra cui Stranizza d'amuri e L'animale. I due cantano il loro duetto nel programma Che tempo che fa di Fabio Fazio. Nella stessa occasione, Carmen si ferma per una breve intervista e si esibisce in una performance del brano Geisha per promuovere la riedizione di Mediamente isterica.
È la principale artefice del concerto tributo alla cantante siciliana Rosa Balistreri, organizzato per Etnafest 2008 con il nome di Terra ca nun senti. Svoltosi in Piazza Università a Catania il 31 maggio 2008, ha visto la partecipazione altresì di Rita Botto, Giorgia, Patrizia Laquidara, Nada, Marina Rei, Etta Scollo, Tosca, Paola Turci, Ornella Vanoni, Alfio Antico e Emma Dante.
Sempre nel 2008 cura la colonna sonora del film L'uomo che ama, per cui scrive la canzone Komm Wieder – in italiano "Torna" – ispirata a un quadro dipinto da una "malata d'amore".

### Elettrae la Targa Tenco (2009-2010)

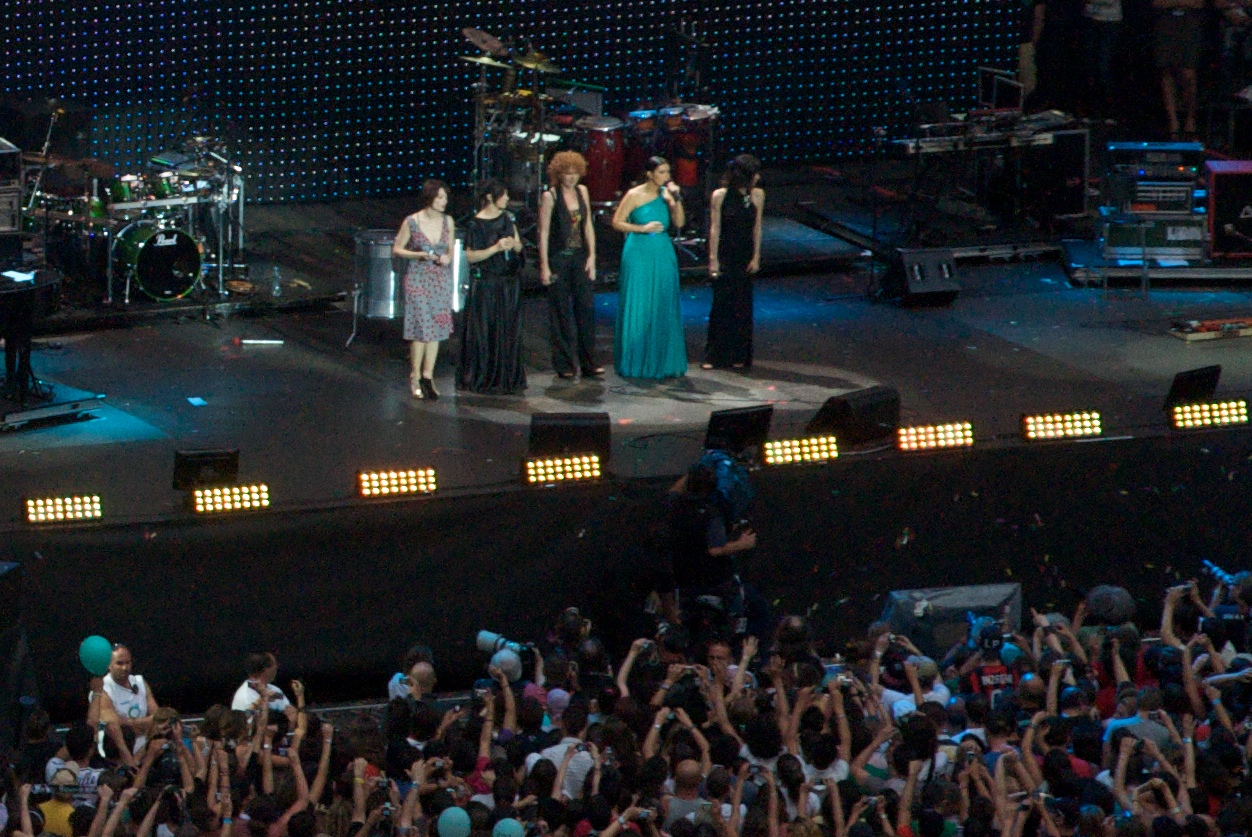
Consoli, Elisa Toffoli, Fiorella Mannoia, Laura Pausini e Giorgia Todrani al concerto Amiche per l'Abruzzo nel 2009

Carmen partecipa al brano Domani 21/04.2009, progetto di Mauro Pagani e Jovanotti in aiuto alla popolazione abruzzese colpita dal terremoto. Sempre a scopo benefico, il 21 giugno 2009 prende parte al concerto Amiche per l'Abruzzo allo Stadio Giuseppe Meazza di Milano, esibendosi al basso e accompagnata da Paola Turci alla chitarra, da Marina Rei alle percussioni, e da Nada. Inoltre, nella stessa occasione, si esibisce in Quello che le donne non dicono insieme a Fiorella Mannoia, Laura Pausini, Elisa e Giorgia.
Il 9 ottobre 2009 inizia la trasmissione radiofonica del nuovo singolo Non molto lontano da qui, primo estratto dell'album di inediti Elettra pubblicato il 30 ottobre 2009. Il disco esordisce alla seconda posizione nella classifica dei dischi più venduti. L'album è incentrato su figure femminili forti, capaci di reagire alle situazioni che la vita pone loro davanti. La sonorità resta orientata verso la musica folk ma con accenni di musica rock. Sul quotidiano La Repubblica il disco viene nominato da una giuria di critici musicali tra i 10 più bei dischi italiani del decennio. La pubblicazione dell'album è seguita, a partire dal 2 febbraio 2010, da un doppio tour: Ventunodieciduemilatrenta, un giro di concerti dalle sonorità elettroniche e rock in cui Carmen suona il basso, ed Elettra, giro di concerti parallelo in teatro, dai suoni soffici e acustici. In seguito ai due giri di concerti paralleli e a una breve promozione, l'album riceve il disco di platino e in seguito supera le 80000 copie vendute.
Durante il Festival di Sanremo 2010 nella Serata Leggenda del 18 febbraio, dedicata alla storia della kermesse canora, Carmen è invitata come super ospite e si esibisce in un tributo alla storia del Festival, eseguendo una versione della prima canzone vincitrice, Grazie dei fiori e consegnando personalmente un premio speciale a Nilla Pizzi. Nella stessa occasione si esibisce con Mandaci una cartolina, secondo singolo estratto da Elettra e accenna un pezzo a cappella del brano con cui, nel 1996, si esibì per la prima volta sul palco di Sanremo, Amore di plastica.
La canzone Mio zio vince il Premio Amnesty Italia 2010. Il premio viene riconosciuto per il difficile tema della canzone: la violenza perpetrata da uno zio ai danni di una bambina. Subito dopo la canzone vince anche la settima edizione del concorso-web Italian Music Festival. Inoltre, per la canzone Mio zio viene eletta ambasciatrice dalla onlus Telefono Rosa. Dato il buon successo commerciale di Elettra, diventato disco di platino, viene estratto come terzo singolo il brano cantato in siciliano 'A finestra, in radio dal 16 aprile 2010 e Carmen ritira il Wind Music Awards 2010 il 29 maggio per le buone vendite dell'ultimo lavoro.
Su invito dell'Auditorium Parco della Musica di Roma, il 16 marzo 2010 tiene a battesimo in veste di madrina Radio Parco della Musica, web radio dell'istituzione musicale romana. Inoltre, torna al concerto del 1º maggio a Roma. Per il testo della canzone Mandaci una cartolina viene nominata al Premio Mogol 2010 e continua la sua attività dal vivo partecipando agli MTV Days 2010 dove duetta con Patti Smith sulle note di Mio Zio, alla quale la Smith aggiunge dei versi scritti in inglese per l'occasione e sul brano Because the Night.
Il 28 settembre 2010, il disco Elettra vince la Targa Tenco 2010 nella categoria miglior album dell'anno. È la prima donna a vincere la targa Tenco in questa categoria.

### Per niente stanca(2010-2012)

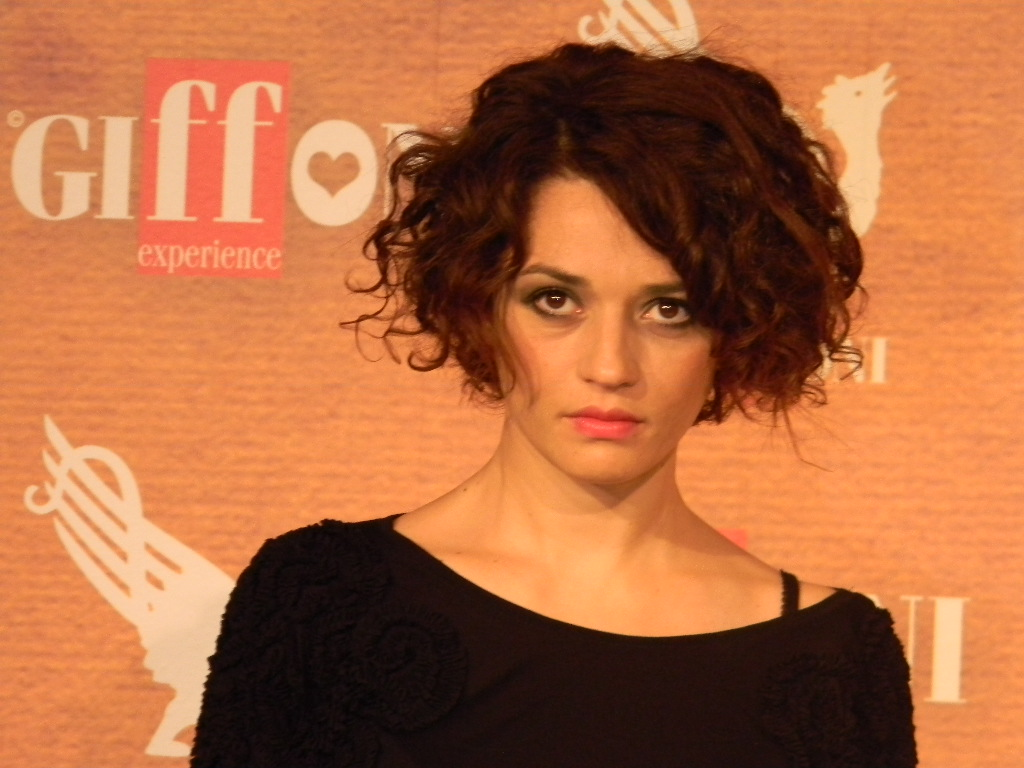
Consoli al Giffoni Film Festival nel 2010

Il 22 ottobre 2010 entra in rotazione radiofonica il suo nuovo singolo, Guarda l'alba, frutto di una collaborazione col cantautore Tiziano Ferro, che anticipa la prima raccolta della cantante catanese, Per niente stanca, in vendita dal 16 novembre. L'album debutta alla posizione numero 6 della classifica FIMI. Viene realizzato anche un videoclip di Guarda l'alba girato sulla Circumetnea alla stazione di Bronte, in provincia di Catania. Al video prende parte anche la madre di Carmen, che compare in una delle ultime scene, rappresentando la cantante stessa proiettata in là con gli anni.
Altro inedito dell'album è AAA Cercasi, canzone con testo di Carmen e musica di Mauro Lusini. Pubblicato nel corso dello scandalo Ruby, riguardante il Presidente del Consiglio Silvio Berlusconi, la canzone è stata ispirata da un fatto di cronaca diverso, anche se l'artista ha dichiarato che poi "il senso si è esteso automaticamente" alla vicenda di Berlusconi. La raccolta contiene 40 brani in 2 CD, oltre ai due inediti Guarda l'alba e AAA Cercasi. Vi sono tutti i singoli della carriera di Carmen, con l'aggiunta di una versione parzialmente modificata di Tutto l'universo obbedisce all'amore in duetto con Franco Battiato e di una nuova versione di Anna Magnani, canzone con musica di Carmen e testo di Vincenzo Cerami cantata nella sua versione originale da Adriano Celentano. La raccolta riceverà più tardi il disco di platino per aver superato le 50000 copie vendute.
Il 18 febbraio 2011, in occasione della 61ª edizione del Festival di Sanremo, torna a calcare il palco dell'Ariston, esibendosi nella serata dedicata ai duetti insieme ai concorrenti Luca Madonia e Franco Battiato nel brano da questi ultimi presentato alla gara canora, L'alieno.
Il 15 novembre 2011 AAA Cercasi vince il Premio Videoclip Italiano 2011 nella categoria artista donna. Nel 2012 scrive il testo della canzone di Nina Zilli Un'altra estate, contenuta nell'album L'amore è femmina di quest'ultima. Nel novembre 2012 riceve il riconoscimento di Cavaliere dell'ordine al merito della Repubblica italiana, che le era stato assegnato il 2 giugno 2011.

### L'abitudine di tornare(2014-2017)
Dopo Per niente stanca l'attività musicale di Carmen vive un periodo di pausa. Nel luglio 2013, infatti, nasce suo figlio Carlo Giuseppe, avuto grazie all'inseminazione artificiale.
L'ottavo album della sua carriera, intitolato L'abitudine di tornare, viene pubblicato il 20 gennaio 2015 su etichetta Universal Music. Il singolo di lancio è L'abitudine di tornare, pubblicato nei negozi digitali e in radio il 28 novembre 2014. L'album diventa disco d'oro superando le 25000 copie vendute.
In occasione del secondo anniversario della Convenzione di Istanbul, Carmen Consoli collabora insieme a Emma Marrone, Gianna Nannini, Elisa, Irene Grandi e Nada alla registrazione di una versione alternativa del brano La signora del quinto piano, in collaborazione con Telefono Rosa, i cui proventi delle vendite sono devoluti all'associazione no-profit. Il 21 agosto 2015 si esibisce al Meltdown Festival come unica rappresentante italiana, scelta dal direttore artistico David Byrne. Nel quarto trimestre del 2015 è l'artista italiana con il maggior numero di ingressi registrati in un concerto in Italia, 12.449 persone, seconda ai Foo Fighters. La notte degli attentati del 13 novembre 2015 a Parigi, Carmen Consoli si trovava nella sua casa nelle vicinanze della struttura maggiormente presa di mira dai terroristi, il Bataclan, fatto che la spinge a rimandare il tour europeo invernale. Il 12 febbraio 2016, il cantautore siciliano Giovanni Caccamo, pubblica il suo secondo album dal titolo Non Siamo Soli che contiene un brano, Resta con me, interpretato con Carmen. In un'intervista del marzo 2016, Elvis Costello dice di lei: «ha più idee originali lei in una manciata di pezzi piuttosto che alcune celebrate band inglesi o americane in un intero concerto».
Nell'estate del 2016 diviene la prima donna ad essere scelta come maestra del festival di musica popolare salentina "la notte della Taranta", al quale prendono parte Fiorella Mannoia, Nada, Tosca, Buika e Lisa Fischer. Per l'occasione riceve il sigillo dell'Università del Salento. In seguito al terremoto del Centro Italia del 2016, il cachet dei partecipanti viene devoluto in beneficenza. Il 13 gennaio 2017 viene pubblicato un duetto nell'album Il mestiere della vita di Tiziano Ferro dal titolo Il conforto, con il quale, i due si esibiscono come ospiti al Festival di Sanremo 2017. A partire dal 2019, il brano ha ricevuto tre dischi di platino, vendendo oltre 150000 copie.

### Eco di sirene(2017-2021)

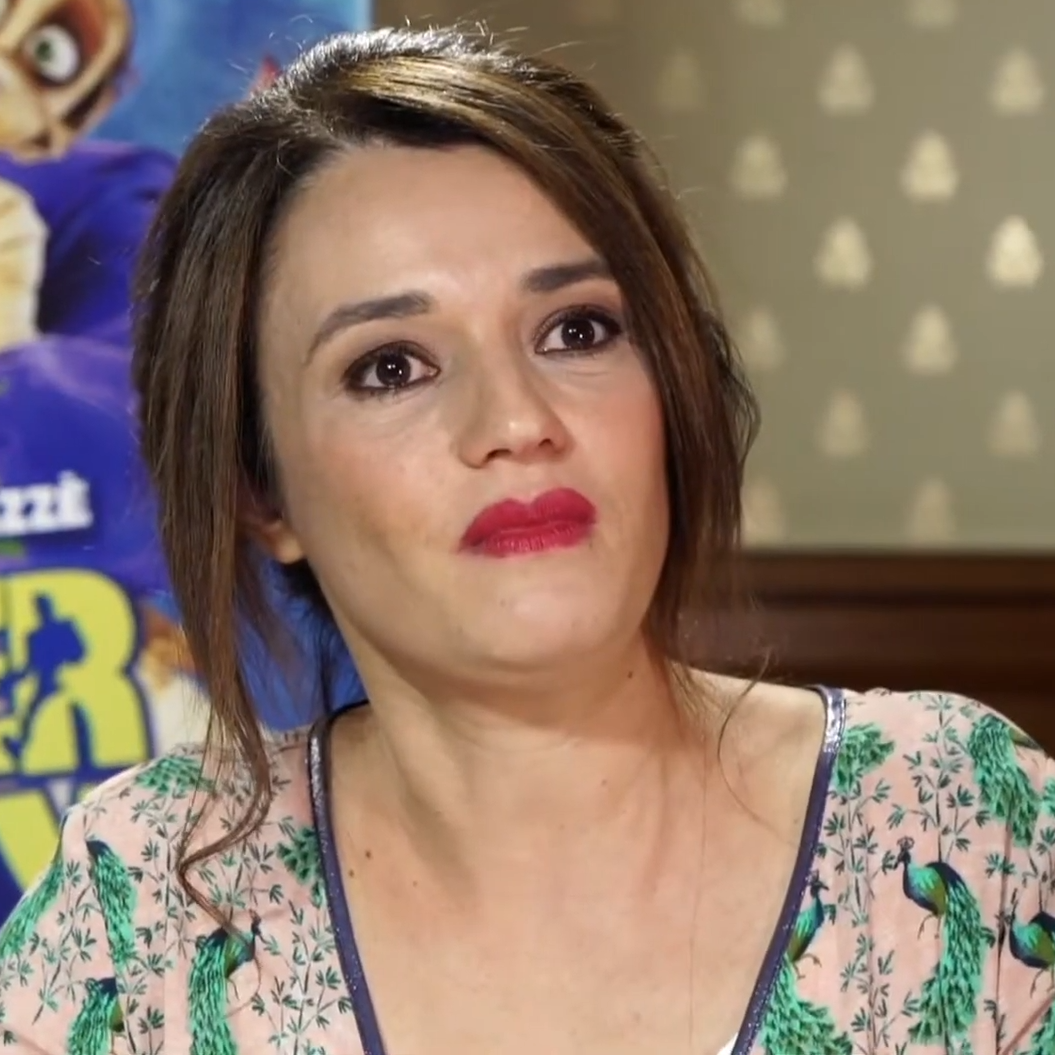
Consoli nel 2017

Nella primavera del 2017 parte da Bolzano il tour teatrale Eco di sirene, in cui si presentano i maggiori successi della cantante. Le tappe riprendono in un tour estivo che inizia a Catania l'8 giugno e si conclude a Tindari (ME) il 9 agosto 2017. Il 27 agosto 2017 a Cardito (tra Amatrice e Campotosto) si esibisce nello spettacolo "Amatrice nel cuore" (direzione artistica di Luca Barbarossa) insieme a Irene Grandi, Tosca, Gianni Morandi e Mannarino. Il 3 aprile 2018 esce su Spotify e il 6 aprile anche in radio l'inedito Uomini topo, singolo di lancio del suo terzo album dal vivo Eco di sirene. Il 13 aprile 2018 viene pubblicato l'album live Eco di sirene, una compilation di alcuni tra i brani di maggiore successo della cantante, portati da lei in tournée nell'Eco di sirene Tour, nuovamente orchestrati e arrangiati con chitarra acustica, violino e violoncello. Oltre a Uomini topo, la raccolta contiene anche un secondo inedito, Tano, che riprende il filone folk in dialetto siciliano della cantautrice.
Partecipa all'edizione 2018 del Concerto del Primo Maggio a Roma, in cui canta Amore di plastica, In bianco e nero, Tano e 'A finestra. Il 1º giugno organizza in Piazza del Duomo a Catania Carmen Consoli & Friends, una serata di beneficenza in cui canta accompagnata da Bandabardò, Samuele Bersani, Elisa, Max Gazzè, Marina Rei, Daniele Silvestri e Mario Venuti. Durante il concerto viene letto anche un testo scritto dalla regista teatrale siciliana Emma Dante. Il 29 giugno 2018 esce il brano della Bandabardò Se mi rilasso collasso, in cui è presente anche la voce di Carmen Consoli, mentre il 23 novembre esce il nuovo album di Cristina D'Avena, Duets Forever - Tutti cantano Cristina, dove è una dei sedici artisti a duettare con la regina delle sigle nel brano Sailor Moon e il cristallo del cuore.
Il 26 marzo 2019 Carmen Consoli annuncia tramite i propri social una tournée estiva, il Summer Tour 2019, che vede la cantante "sui palchi di alcuni dei festival più suggestivi d'Italia" e ha come prima tappa il 21 giugno 2019 il Parco Tittoni di Desio, in provincia di Monza e della Brianza. A distanza di otto anni dall'ultima sua partecipazione, il 22 aprile 2019 si esibisce al Concerto per la Terra a Roma in occasione dell'Earth Day con accompagnamenti rock, anticipando così il tour estivo. Il 28 giugno 2019 viene rilasciato il singolo di Levante Lo stretto necessario, in cui partecipa in un duetto. Il 20 settembre 2019, quasi alla conclusione del Summer Tour 2019, viene annunciato un nuovo tour stavolta su scala internazionale, l'Eco di sirene World Tour, con sette tappe lungo gli Stati Uniti, Cuba e il Cile. Il 18 dicembre 2019 annuncia l'uscita di un nuovo album per il 2020, in occasione dei suoi venticinque anni di carriera, che sarebbero stati festeggiati con un concerto senza repliche all'Arena di Verona il 25 agosto 2020; l'evento è stato tuttavia rimandato al 2021 a causa della pandemia di COVID-19. Il 20 dicembre 2019 si esibisce a Matera, nella Cava del Sole, per la cerimonia conclusiva dell’anno di Capitale europea della cultura.
Il 21 febbraio 2020, esattamente 20 anni dopo l'uscita dell'album Stato di necessità, viene annunciata la pubblicazione di un'edizione speciale, in vinile e con alcune bonus track tratte dal concerto di Taormina del 2000. L'8 maggio 2020 viene rilasciato Luna araba, il singolo dei Dimartino e di Colapesce con la partecipazione straordinaria di Carmen Consoli. Il 25 settembre 2020 interpreta Coraggio, Onestà e Lealtà, uno dei brani della colonna sonora del film Mulan. La versione originale, Loyal Brave True, è stata cantata da Christina Aguilera.
Il 14 dicembre 2020 annuncia sui social il suo diciottesimo tour, Volevo fare la rockstar Tour, che partirà da Parma il 4 novembre 2021 per concludersi a Roma il successivo 27 dicembre. Il 16 aprile del 2021 prende parte al nuovo album del cantautore Joe Barbieri dal titolo Tratto da una storia vera, duettando nel brano In buone mani.

### Volevo fare la rockstar e il Premio Tenco alla carriera(2021-presente)

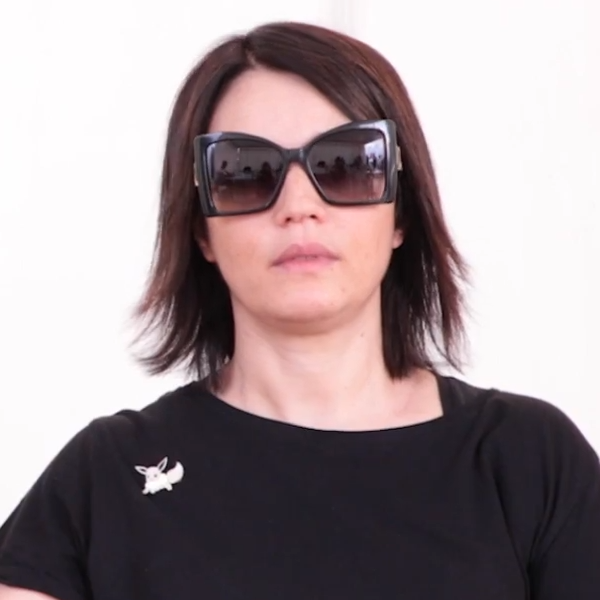
Consoli nel 2023

Il 25 agosto 2021, nel corso dell'evento 25 anni mediamente isterici che si è svolto all'Arena di Verona in occasione dell'evento celebrativo dei suoi 25 anni di carriera, la cantautrice ha annunciato per il successivo 24 settembre l'uscita del suo nono album in studio, Volevo fare la rockstar, anticipato dal singolo promozionale Una domenica al mare. Il 20 ottobre, ospite del primo live di X-Factor, Carmen Consoli ha presentato il secondo singolo tratto dall'album, Qualcosa di me che non ti aspetti. L'8 ottobre 2021 esce il disco Ho cambiato tante case dei Tiromancino, al quale la Consoli ha collaborato duettando nel brano L'odore del mare uscito come singolo il 10 dicembre 2021.
Il 4 marzo 2022, la cantante annuncia sui social la prosecuzione del Volevo fare la rockstar Tour, che, dopo le tappe invernali, vedrà impegnata Carmen Consoli nel corso dell'estate successiva. Tra le date previste, la partecipazione ad alcuni importanti festival musicali italiani.
Il 9 marzo 2022 viene annunciata l'uscita di un'edizione speciale, in vinile, di Confusa e felice, in occasione del 25º anniversario dall'uscita del secondo album della cantante. Il 1º aprile 2022 viene pubblicato il video di Sta succedendo, terzo singolo dell'album Volevo fare la rockstar. Il video è uscito il giorno precedente in anteprima esclusiva su Rolling Stone Italia. Ha preso anche parte al Concerto del Primo Maggio a Roma, che in questa edizione è tornato nella sua location originaria di piazza San Giovanni dopo due anni di stop dovuti alla pandemia da COVID-19. Il 6 maggio successivo esce il nuovo singolo di Marina Rei Un momento di felicità, scritto ed eseguito insieme a Carmen Consoli.
Il 19 maggio 2022 prende parte, insieme a Red Canzian, Fabio Cinti, Vincenzo Mollica, Francesco Libetta e l'Orchestra del Conservatorio Vincenzo Bellini di Catania, al concerto per l'anniversario della morte di Franco Battiato organizzato da Angelo Privitera nel Teatro antico di Taormina, cantando Tutto l'universo obbedisce all'amore. Nell'edizione del 2023, è stata la prima artista donna italiana a partecipare al festival Womad, creato da Peter Gabriel in Inghilterra per diffondere la World Music. Tra il 28 e il 31 agosto 2023 è protagonista di tre concerti al fianco di Elvis Costello, a Roma, Palermo e Milano.
Nell'ottobre del 2023 riceve il Premio Tenco alla carriera nella sezione cantautori.
L'8 giugno 2024 si esibisce in concerto all'anfiteatro di Pompei.
L'8 maggio 2025 esce nei cinema L'amore che ho, film sulla leggenda della musica popolare Rosa Balistreri, diretto da Paolo Licata.  Carmen entra a far parte del cast nel ruolo di una musicista di nome Alice, oltre a firmare e produrre la colonna sonora dal titolo L'amuri ca v'haju uscita su tutte le piattaforme digitali.

## Musica

### Influenze
Tra le influenze musicali maggiori di Carmen Consoli, sono menzionate principalmente Aretha Franklin e Janis Joplin, entrambe citate più volte dalla stessa cantante. Altri artisti e band che l'hanno ispirata o hanno influito sul suo approccio musicale e artistico, sono: Suzanne Vega, Bessie Smith, Rosa Balistreri, Nirvana, The Bee Gees, Caetano Veloso, Franco Battiato, Domenico Modugno, Pixies, Ella Fitzgerald, R.E.M., Joan Jett, Nada.

## Visione politica e religiosa
In un'intervista dichiara, a proposito del proprio orientamento politico, di avere ideali di sinistra e di aver votato per il Partito Democratico alle elezioni del 2018, pur confessando le delusioni ricevute dallo stesso partito:
Si dichiara buddhista, praticante all'interno dell'ente Soka Gakkai.

## Discografia

### Album in studio
- 1996 – Due parole
- 1997 – Confusa e felice
- 1998 – Mediamente isterica
- 2000 – Stato di necessità
- 2002 – L'eccezione
- 2006 – Eva contro Eva
- 2009 – Elettra
- 2015 – L'abitudine di tornare
- 2021 – Volevo fare la rockstar

### Album dal vivo
- 2001 – L'anfiteatro e la bambina impertinente
- 2003 – Un sorso in più
- 2018 – Eco di sirene
- 2024 – Terra ca nun senti (Live in Siracusa)

### Raccolte
- 2010 – Per niente stanca

### Album in studio per il mercato estero
- 2001 – État de necessité
- 2003 – Carmen Consoli

### Colonne sonore
- 2008 – L'uomo che ama
- 2025 – L'amuri ca v'haju (digitale)

## Premi e riconoscimenti
- 1997 – Premio Italiano della Musica – Rivelazione dell'anno[33]
- 1997 – Telegatto Rivelazione dell'anno
- 2000 – Premio Italiano della Musica – Artista femminile dell'anno
- 2000 – MTV Europe Music Awards – Miglior artista italiano – Nomination
- 2000 – Premio Italiano della Musica – Miglior canzone dell'anno Parole di burro
- 2000 – Italian Music Award – Miglior artista femminile[38]
- 2000 – Italian Music Award – Miglior videoclip Parole di burro[39]
- 2001 – Italian Music Award – Miglior videoclip L'ultimo bacio
- 2001 – Nastro d'argento – Miglior canzone L'ultimo bacio
- 2002 – Premio Lunezia – Autrice dell'anno per il valore Musical-Letterario dell'Album L'eccezione
- 2003 – Italian Music Award – Nomination miglior disco L'eccezione
- 2003 – Italian Music Award – Artista femminile dell'anno
- 2003 – Premio Civitanova Poesia
- 2003 – MTV Europe Music Awards – Miglior artista italiano – Nomination
- 2003 – Premio Grinzane Cavour
- 2004 – Premio Lunezia – Miglior Autrice, per il valor Musical-Letterario dell'Album L'anfiteatro e la bambina impertinente
- 2006 – David di Donatello – Miglior canzone originale per il brano I giorni dell'abbandono[96] – Nomination
- 2006 – Premio Carosone alla carriera
- 2007 – Riccio d'argento conferito dalla giuria di Fatti di musica, Miglior live teatrale dell'anno
- 2007 – Premio Ciampi[97] – Premio Speciale
- 2009 – Golden Graal – Miglior colonna sonora per il film L'uomo che ama
- 2009 – David di Donatello – Nomination nella categoria Miglior canzone originale per Senza farsi male
- 2009 – Nastro d'argento – Nomination nella categoria Miglior canzone per Senza farsi male
- 2010 – Premio Amnesty Italia – Vincitrice con la canzone Mio zio, selezionata tra le canzoni che riescono a far riflettere sui diritti violati e sui principi fondanti della Dichiarazione universale.
- 2010 – Italian Music Festival – Vincitrice con la canzone Mio zio
- 2010 – Wind Music Award – Disco gold per Elettra
- 2010 – Premio Mogol – Nomination per il testo di Mandaci una cartolina
- 2010 – Targa Tenco – Vincitrice nella categoria Miglior album dell'anno per Elettra
- 2010 - Ambasciatrice "Telefono Rosa" per la canzone Mio zio
- 2010 – Premio Tersicore come cantautrice e interprete della musica nel cinema
- 2010 – Premio Videoclip Italiano, categoria donne per Non molto lontano da qui
- 2011 – Premio Amnesty Italia – Nomination per la canzone AAA Cercasi
- 2011 – Wind Music Award – Disco gold per Per niente stanca
- 2011 – Premio Triceronte – ricevuto a Caserta nell'ambito del Festival Settembre al borgo per l'impegno profuso nel recupero delle antiche tradizioni del canto popolare
- 2011 – Premio Videoclip Italiano, categoria donne – vincitrice per AAA Cercasi
- 2012 – Cavaliere dell'ordine al merito della Repubblica Italiana
- 2015 – Premio Musica e Cultura – Per l'impegno intrapreso e confermato dalla cantautrice lungo il suo ventennale percorso artistico e per i temi trattati nell'album L'abitudine di tornare[98]
- 2015 – Oscar capitolino – Per i traguardi raggiunti nella carriera ventennale
- 2015 – Targa Tenco – Nomination – Miglior album dell'anno per L'abitudine di tornare
- 2016 – Sigillo dell'Università del Salento – "A testimonianza dell’impegno e dell’intensità con cui si è avvicinata al ruolo di maestro concertatore della Notte della Taranta, oltre che per la sua attività musicale"
- 2017 – Coca-Cola Onstage Award – Premio speciale Onstage[99]
- 2019 – Premio Amnesty International Italia – Nomination per il brano “Uomini topo"[100]
- 2019 – Premio "Outstanding Women in Southern Italy" – dal "Department of international trade" del governo britannico. Conferito in occasione della festa internazionale della donna a quelle che si sono "distinte per i loro esempi innovativi, creativi o d'imprenditoria femminile"[101]
- 2019 – Premio Sele D'oro Mezzogiorno – per l’impegno profondo e costante nel racconto della sua terra e del Mezzogiorno [102]
- 2021 – Premio RTL 102.5 Power Hits History – per i 25 anni di carriera [103]
- 2021 – Premio "Diva – Arena di Verona – per i 25 anni di carriera[104]
- 2022 – Premio Amnesty International 2022 (sezione big) – per il contenuto del brano "L'uomo nero".[105]
- 2023 – Premio Tenco alla carriera (come cantautrice)[106]
- 2024 – Premio "Anna Luce" alla carriera[107]

## Tour
| Anno | Nome Tour                        |
| ---- | -------------------------------- |
| 1996 | Due Parole Tour                  |
| 1997 | Confusa e Felice Tour            |
| 1999 | Mediamente Isterica Tour         |
| 2000 | Stato di Necessità Tour          |
| 2001 | Tour Acustico                    |
| 2003 | European Club Tour               |
| 2003 | L'Eccezione Tour                 |
| 2006 | Dal Simeto Al Tamigi Tour        |
| 2007 | Eva contro Eva Tour teatrale     |
| 2008 | L'Anello Mancante Tour           |
| 2008 | Mediamente Isterica Tour         |
| 2010 | Elettra Tour                     |
| 2010 | Ventunodieciduemilatrenta Tour   |
| 2015 | L'abitudine di tornare Tour      |
| 2016 | Carmen in Teatro                 |
| 2017 | Eco di sirene Tour               |
| 2019 | Summer Tour                      |
| 2019 | Eco di sirene World Tour         |
| 2021 | Volevo fare la rockstar Tour     |
| 2024 | Terra ca nun senti Tour mondiale |
| 2025 | Carmen Consoli Teatri Tour       |

## Formazioni

### Album in studio
- Carmen Consoli – voce, chitarra acustica, chitarra elettrica, basso, percussioni
- Massimo Roccaforte – chitarra acustica, chitarra elettrica, mandolino
- Roberto Procaccini – tastiere
- Elena Guerriero – pianoforte, piano Wurlitzer, tastiere
- Puccio Panettieri – batteria

### Dal vivo

#### Attuale
- Carmen Consoli – voce, chitarra elettrica, chitarra acustica, chitarra semiacustica, basso, tambourine
- Emilia Belfiore – violino
- Claudia Della Gatta – violoncello
- Elena Guerriero – synth e tastiere, percussioni

#### Ex componenti
- Leif Searcy – batteria (fino al 2010)
- Nunzio Fragalà – batteria (ai primi esordi)
- Santi Pulvirenti – chitarra acustica, chitarra elettrica, mandolino (fino al 2010)
- Marco Siniscalco – basso
- Enzo Ruggiero – basso (fino al 1998)
- Leandro Misuriello – basso (dal 1999-scomparso nel 2006)
- Tiziana Cavaleri – violoncello
- Massimo Roccaforte – chitarra elettrica, mandolino, cori
- Roberto Procaccini – tastiera
- Luciana Luccini – basso, cori
- Fiamma Cardani – batteria, cori
- Valentina Ferraiuolo – percussioni, cori

### Collaboratori
- Adriano Murania – viola, violino
- Puccio Castrogiovanni – fisarmonica
- Andrea Pesce – moog, solina, wurlitzer, pianoforte
- Leif Searcy – batteria
- Vincenzo Virgillito – basso, contrabbasso
- Salvo Farruggio – batteria, percussioni
- Enrico Luca – flauto traverso
- Andrea Di Cesare – violino, effetti, duduk

## Collaborazioni
- 1991 – Caftua – voce nel brano One day
- 1995 - Lula – voce aggiuntiva nel brano Nihil laudamus
- 1995 – Lula – cori nel brano Non capisci, è distante
- 1996 – Nuovi Briganti – voce nel brano Lascia che sia così
- 1997 – Marco Di Mauro – duetto nel brano Cantico all'amore
- 1997 – Francesca Lago – autrice del brano Sognatrice
- 1997 – Marco Parente – duetto nel brano Oio
- 1998 – Natalie Merchant – parlato nel brano Ophelia
- 1998 – Mario Venuti – duetto nel brano Mai come ieri (#3)
- 1999 – Irene Lamedica – chitarra nel brano 7 giorni su 7
- 1999 – La Crus – voce nel brano Anche tu come me
- 2000 – Paola Turci – coautrice del brano Sabbia bagnata
- 2001 – Paola Turci – coautrice del brano Saluto l'inverno
- 2001 – Ron – autrice del brano Cambio stagione, successivamente interpretato in duetto con lo stesso
- 2001 – Lucio Dalla – parlato nel brano Siciliano
- 2001 – Max Gazzè – duetto nel brano Il motore degli eventi
- 2002 – Luca Madonia – duetto nel brano Meravigliandomi del mondo
- 2002 – Giuseppe Castiglia – duetto nel brano Mai come ieri (versione catanese dell'omonimo pezzo originale)
- 2004 – Gianni Maroccolo – autrice e interprete del brano Carezza d'autunno
- 2007 – Angélique Kidjo – duetto nel brano Emma
- 2007 – Goran Bregović – interprete del brano Focu di Raggia
- 2007 – Lautari – voce nel brano Malarazza nel CD dei Lautari Arrè prodotto dalla "Narciso records" fondata da Consoli stessa
- 2007 – Adriano Celentano – autrice della musica del brano Anna Magnani scritto da Vincenzo Cerami e cantato da Adriano Celentano nell'album Dormi amore, la situazione non è buona
- 2008 – Max Gazzè – Cori e chitarre nel CD Tra l'aratro e la radio
- 2008 – Luca Madonia – duetto nel brano Il vento dell'età
- 2008 – Ornella Vanoni – duetto nel brano L'appuntamento incluso nell'album Più di me
- 2008 – Fabio Abate – interprete del brano Senza farsi male scritto dal giovane cantautore siciliano Fabio Abate, per il film L'uomo che ama di Maria Sole Tognazzi, di cui Carmen cura la colonna sonora.
- 2008 – Franco Battiato – duetto nel brano Tutto l'universo obbedisce all'amore, dall'album Fleurs 2 (#5)
- 2009 – Marina Rei – chitarra nel brano Un volo senza fine, dall'album Musa
- 2009 – Artisti Uniti per l'Abruzzo – Domani 21/04.2009
- 2009 – Mario Venuti – duetto nel brano La vita come viene, dall'album Recidivo
- 2009 – Solis String Quartet – interprete del brano Pioggia d'Aprile, contenuto nell'album R*evolution
- 2010 - Paola Turci – autrice della musica del brano Danza intorno al sole il cui testo è scritto da Nada
- 2012 – Nina Zilli – autrice del testo della canzone Un'altra estate contenuta nell'album L'amore è femmina
- 2012 – AA.VV.  Il senso... di Alex - Tributo ad Alex Baroni – interprete del brano Voci di Notte
- 2013 – Riva Starr – duetto nel brano No Man's Land, dall'album Hand in Hand
- 2014 – Le Malmaritate – interprete del brano Ognuno havi 'n sigretu tratto dall'omonimo album.
- 2015 – La signora del quinto piano #1522 (con Emma, Elisa, Irene Grandi, Gianna Nannini e Nada) singolo per sostenere #telefonorosa contro la violenza sulle donne
- 2015 – Luca Madonia – duetto nel brano La mia condizione, contenuto nell'album La monotonia dei giorni
- 2015 – AA.VV.  We Love Disney, interprete del brano I sogni son desideri
- 2016 – Giovanni Caccamo – duetto nel brano Resta con me, contenuto nell'album Non siamo soli.
- 2016 – Tiziano Ferro – duetto nel brano Il conforto, contenuto nell'album Il mestiere della vita.
- 2016 – Gianluca Grignani – duetto nel brano L'allucinazione , contenuto nell'album Una strada in mezzo al cielo.
- 2016 – Samuele Bersani – duetto nel brano Giudizi universali, contenuto nell'album La fortuna che abbiamo - live.
- 2017 – Ambrogio Sparagna – interprete del brano Aremu rindineddha, contenuto nell'album Stories 1986-2016
- 2017 – Gabriella Lucia Grasso – duetto nel brano Don Pippuzzu, contenuto nell'album Vussia cuscenza
- 2017 – AA.VV.  Tra la via Aurelia e il West – Dedicato a Francesco Guccini, interprete del brano Il Vecchio e il Bambino
- 2017 – Afterhours – duetto nel brano Bianca
- 2018 – Bandabardò – collaborazione, per i 25 anni della band, nel brano rivisitato Se mi rilasso... collasso
- 2018 – Cristina D'Avena – duetto nel brano Sailor Moon e il cristallo del cuore, contenuto nell'album Duets Forever - Tutti cantano Cristina
- 2018 – Max Dedo – duetto nel brano U Piscaturi, contenuto nell'album Un Posto Vero
- 2019 – Irene Grandi – duetto nel brano Alle porte del sogno
- 2019 – Levante – duetto nel brano Lo stretto necessario
- 2019 – Francesco Guccini,  Note di viaggio - Capitolo 1: venite avanti...' interprete nel brano Scirocco
- 2019 – Elisa – duetto nel brano Promettimi, contenuto nell'album Diari Aperti - Segreti svelati
- 2019 – Luca Madonia – duetto nel brano Canzone semplice, contenuto nell'album La Piramide
- 2020 – Colapesce e Dimartino – duetto nel singolo Luna araba
- 2021 – Joe Barbieri – duetto nel singolo In buone mani, contenuto nell'album Tratto da una storia vera
- 2021 - Tiromancino – duetto nel brano L'odore del mare, contenuto nell'album Ho cambiato tante case
- 2022 – Marina Rei – singolo Un momento di felicità

## Cinema
- 2001 – L'ultimo bacio – cameo
- 2017 – Monster Family – doppiaggio della voce della protagonista Emily Wishbone
- 2024 – L'amore che ho, regia di Paolo Licata